# ヴク・ボグダノヴィッチ
ヴク・ボグダノヴィッチ（セルビア語: Вук Богдановић, ラテン文字転写: Vuk Bogdanović、2002年4月3日 - ）は、セルビアのサッカー選手。ポジションはディフェンダー。

## 経歴

### レッドスター・ベオグラード
2022年10月30日のセルビア・スーペルリーガ、FKコルバラ戦に出場しトップチームデビューを果たした。